# TS Entertainment
TS Entertainment (aussi connu TS ENTER (티에스이엔티이알)) est un label discographique sud-coréen, anciennement basé à Séoul, actif entre 2008 et 2021. 
TS Entertainment est connu pour être l'une des pires agence de la K-pop à cause d'une exploitation avide de ses artistes, de contrats avec des conditions cruelles et de nombreux problèmes d'argent. 

## Histoire
TS Entertainment est fondé par Kim Tae-song en octobre 2008. La compagnie signe Untouchable en tant que premier artiste avec la sortie de leur premier single It's Okay dans le même mois. En octobre 2009, TS Entertainment fait officiellement débuter son premier girl group, Secret. Elles font leur première apparition face au public par le show TV Secret Story sur Mnet. Le 13 octobre 2009, Secret sort son premier single "I Want You Back".
En juillet 2011, TS Entertainment s'est établi en dehors de la Corée du Sud par la formation de TS Japan à Tokyo au Japon. En janvier 2012, TS Entertainment fait débuter son second boys band, B.A.P. Les membres sont présentés dans un programme documentaire, Ta-Dah, It's B.A.P qui a été diffusé sur SBS MTV Korea le 8 janvier 2012,. Malheureusement, en août 2018, après 6 ans d'activité (sans compter le hiatus de 2014), Bang Yong Guk, le leader du groupe, refuse de renouveler son contrat et quitte donc le groupe. Il est suivi par Zelo en décembre 2018. Finalement, le 18 décembre 2019, la TS annonce que les quatre derniers membres du groupe, HimChan, DaeHyun, YoungJae et JongUp, ont eux aussi décidé de quitter la compagnie.
Le 29 décembre 2014, TS Entertainment fait débuter son second girl group, Sonamoo.  Le 10 octobre 2017, l’agence fait débuter son second boy group, TRCNG.
Le 31 janvier 2021, TS Entertainment ferme et supprime son site web.
En mars 2023, il est confirmé qu'un véritable trophée MAMA de B.A.P, un groupe anciennement géré par TS Entertainment, avait été acheté sur un marché aux puces aux Philippines. Cette découverte a suscité l'indignation des fans, qui pensaient que TS Entertainment avait probablement jeté le tout premier trophée de B.A.P après la fermeture de la société, jusqu'à ce qu'il atterrisse sur un marché aux puces aux Philippines,

## Controverses
En novembre 2014, les six membres du groupe B.A.P ont intenté une action en justice contre l'agence afin d'annuler leurs contrats, invoquant des conditions de travail intensives et une répartition injustes des bénéfices. Après une bataille juridique de huit mois, le groupe est de retour au sein de TS Entertainment en ayant trouvé un commun accord.
En mars 2018, après avoir décidé de saisir la justice pour annuler son contrat, ne se sentant plus soutenue par l'agence, Hyosung du groupe Secret révèle ne pas avoir été payée par TS Entertainment pendant trois ans. Huit mois plus tard, elle obtiendra l'annulation de son contrat et TS Entertainment sera condamné à lui verser 130 millions de wons, soit la somme des impayés.
En septembre 2019, il a été révélé que Sleepy, membre du duo Untouchable, avait demandé la résiliation de son contrat avec TS Entertainment quatre mois plus tôt, dû à un manque de confiance en l'agence après qu'ils eurent refusé de lui montrer des documents de paiement et une copie physique de son contrat. Un peu plus tard, Sleepy affirme également ne pas avoir reçu de paiement pendant 10 ans et avoir eu des difficultés pour vivre. TS Entertainment sera ensuite poursuivi au motif de salaires et de congés impayés aux employés.
En novembre 2019, ce sont cette fois-ci Wooyeop et Taeseon du groupe TRCNG qui ont demandé la résiliation de leurs contrat avec TS Entertainment dû à un manque de gestion du groupe en raison de litiges juridiques. Ils porteront également plainte contre l'agence accusant deux personnes, dont le directeur Park Sang-hyun, de maltraitance, de coups et blessures sur mineurs et d'extorsion. À la suite de cela, le média Dispatch révèle plusieurs preuves, démontrant des abus dont sont victimes les membres de TRCNG, comme un dortoir très étroit ou l'agence qui ne subvient pas aux besoins des membres.

## Anciens Artistes

### Groupes
- Secret (2009-2018)
- Untouchable (2008-2019)
- B.A.P (2012-2019)
- Sonamoo (2014-2021)
- TRCNG (2017-2021)

### Acteurs, actrices et stagiaires
- Han Soo-yeon (- 2021)
- Han Sunhwa (- 2021)
- Jun Hyoseong[21] (- 2021)
- Song Jieun[22] (- 2021)
- Jung Hana[23] (- 2021)
- Kang Daniel (2016-2019) (stagiaire masculin)
- Chungha (2014—2017) (transférer en 2017 vers MNH Entertainment) (stagiaire féminine)